# Ctenocidaris
Ctenocidaris is een geslacht van zee-egels, en het typegeslacht van de familie Ctenocidaridae.

## Soorten
- Ctenocidaris nutrix (Thomson, 1876)
- Ctenocidaris aotearoa McKnight, 1974
- Ctenocidaris geliberti (Koehler, 1912)
- Ctenocidaris perrieri Koehler, 1912
- Ctenocidaris polyplax Mortensen, 1950
- Ctenocidaris rugosa (Koehler, 1926)
- Ctenocidaris speciosa Mortensen, 1910
- Ctenocidaris spinosa (Koehler, 1926)